# In Kind Direct
In Kind Direct ist eine  gemeinnützige Organisation im Vereinigten Königreich, die 1996 vom späteren britischen König Charles III. gegründet wurde. Die Organisation vermittelt fabrikneue Sachspenden von Firmen und Herstellern an gemeinnützige Organisationen in Großbritannien und Nordirland, die sowohl im In- als auch im Ausland tätig sind.
In Kind Direct ist Teil der wohltätigen Arbeit des Prince of Wales, die unter dem Namen  The Prince's Charities zusammengefasst ist. The Prince's Charities ist die größte gemeinnützige Dachorganisation im Vereinigten Königreich von Großbritannien und Nordirland. Seit der Gründung im Jahr 1996 hat In Kind Direct Waren im Wert von mehr als 130 Millionen Pfund von über 925 Firmen weitervermittelt. 6.600 gemeinnützige Organisationen haben über In Kind Direct Produkte erhalten, mit denen bereits Millionen bedürftiger Menschen geholfen werden konnte.

## Ablauf
In Kind Direct bietet eine zentrale Anlaufstelle für sowohl Firmen, die Waren spenden möchten, als auch für gemeinnützige Organisationen, die diese benötigen. Dabei hat IKD die Möglichkeiten und die Infrastruktur, um große Mengen von Waren anzunehmen, zu lagern und schließlich an wohltätige Organisationen zu liefern. In Kind Direct nimmt alle Arten von überschüssigen Warenbeständen an, unter anderem: Auslaufprodukte, Waren mit Verpackungsfehlern oder Fehletikettierungen, Rückläufe bei Relaunches oder Sonderaktionen. Die Organisation bietet die Waren in einem Online-Katalog an, der sich optisch und technisch an kommerziellen Händlerseiten orientiert aber ausschließlich für gemeinnützige Organisationen zugänglich ist.
Die Idee von ist es, auf der einen Seite, im Hinblick auf den Umweltschutz, die Verschwendung einzudämmen sowie auf der anderen Seite, im Sinne von Nachhaltigkeit, neue Quellen zur Unterstützung gemeinnütziger Organisationen aufzutun und nutzbar machen.

## Markenschutz und Qualitätssicherung
In Kind Direct überprüft alle Organisationen innerhalb des Vermittlungsnetzwerks gründlich und überwacht die Vermittlung der Waren genau, um sicherzustellen, dass diese ausschließlich für einen guten Zweck genutzt werden. Es ist den gemeinnützigen Organisationen ausdrücklich  nicht erlaubt, die Waren, die sie über In Kind Direct erhalten, zu verkaufen, mit diesen Handel zu treiben, sie zu verlosen oder für Zwecke der Spendenakquise einzusetzen. Die Einhaltung des Markenschutzes und der  Qualitätssicherung wird durch In Kind Direct stichprobenartig geprüft.

## Internationales Netzwerk
Im Jahr 2010 wurde das „Global Network of In Kind Direct“ gegründet, dessen Präsident wiederum König Charles ist. In diesem Netzwerk sind neben der Vorbildorganisation In Kind Direct die deutsche Sachspendenplattform  innatura, die seit August 2013 aktiv ist, sowie die 2004 gegründete französische Organisation  Dons Solidaires vertreten. Bei allen dreien handelt es sich um selbstständige und finanziell unabhängige gemeinnützige Organisationen, die Sachspenden einwerben und an Non-Profit-Organisationen vermitteln. Allerdings teilen die Organisationen innerhalb des Netzwerks Kenntnisse und Erfahrungswissen auf den unterschiedlichsten Gebieten. Ferner besteht ein wechselseitiger Austausch von Sachspenden, die nicht innerhalb des Partnernetzwerks einer der Organisationen vermittelt werden können. Das heißt, falls In Kind Direct bestimmte Sachspenden nicht an eine Organisation in Großbritannien oder Nordirland weitergeben kann (z. B. weil dort an dieser spezifischen Spende kein Bedarf besteht), werden die Sachspenden innatura und Dons Solidaires angeboten, sodass diese ermitteln können, ob diese Waren innerhalb ihres jeweiligen Partnernetzwerks vermittelbar sind.

## Beispiele für Spenderorganisationen
Firmen und Hersteller, die Waren für In Kind Direct spenden:
Adidas,
Mattel,
Amazon,
McBride,
Mitre,
Beiersdorf UK,
New Balance,
Berghaus,
Next,
Black & Decker,
Procter & Gamble,
Bunzl,
Reckitt Benckiser,
Ricoh,
Colgate-Palmolive,
Disney,
Staples,
GlaxoSmithKline,
Taylors of Harrogate,
Home Retail Group,
The Body Shop Foundation,
Unilever UK,
Johnson & Johnson,
Kickers,
The North Face,
Kimberly-Clark,
L’Oréal.